# František de Paula Švenda
František de Paula Švenda, Franc. de Paula Schwenda či jen František Švenda (8. dubna 1741 Hradec Králové – 15. února 1822 mlýn Kydlinov, Hradec Králové), byl český jezuita, kněz, český vlastenec a historik, autor dějin Hradce Králové.

## Rodina
František Švenda se narodil do velmi zámožné a vážené rodiny. Jeho otec František Švenda zastával různé veřejné úřady. Byl městským lékárníkem. V roce 1730 se stal samostatným a následně i městským rychtářem a později starším obecním. Dne 18. dubna 1741, tedy jen 10 dní po narození svého syna, se stal městským radním. Tuto pozici zastával až do roku 1768, kdy se dokonce 8. dubna stal městským primasem. Na funkci rezignoval kvůli zdravotnímu stavu v říjnu roku 1779. Byl i ředitelem a „dozorcem hospodářství městského a záduší kostelního“. Zemřel 5. března 1782 ve věku 73 let.
Jeho matka Klára, rozená Ikrmanová, zemřela 14. března 1779 ve věku 65 let.
František de Paula se narodil v sobotu před nedělí průvodní, tj. první neděli po Velikonocích roku 1741. Měl také jednoho staršího bratra – Antonína, který po absolvování latinských škol v roce 1748 vstoupil do kartuziánského řádu, konkrétně do kláštera ve Valdicích u Jičína, a přijal tam jméno Inocenc. Dne 10. dubna 1756 byl Antonín (Inocenc) vysvěcen na kněze a 13. dubna 1763 se stal (osmnáctým a předposledním tamním) převorem. Zemřel však již 2. května 1764 ve věku 31 let.

## Život
Ve svém rodném Hradci Králové vystudoval jezuitské gymnázium (nastoupil na něj 3. listopadu 1752). Následně se 10. října 1761 stal jezuitským novicem v Brně a na jezuitském gymnáziu (tehdy tzv. semináři) v Jičíně působil v pozici prefekta a učil v páté třídě latinské poezii. Poté, co byl v roce 1773 zrušen jezuitský řád, a tím i 18. října 1773 i kolej v Jičíně, vrátil se 9. prosince do Hradce Králové. Od ledna 1776 do června 1783 vedl duchovní správu na Novém Hradci Králové. V letech 1792–1797 působil jako nedělní kazatel při chrámu sv. Barbory v Kutné Hoře. Po pěti letech se opět vrátil do Hradce Králové a začal se věnovat psaní dějin svého rodného města. Postupně tak vzniklo rozsáhlé čtyřdílné dílo, které vycházelo v letech 1799–1818. Veškerý majetek po rodičích věnoval právě na vydání svého historického díla.
Dne 24. srpna 1814 vyhořel Švendův dům na Velkém náměstí a požár zničil velké množství výtisků jeho knih, kvůli čemuž se jeho kompletní dílo stalo velmi vzácným. Od požáru až do své smrti žil v Kydlinově, kde mu přístřeší poskytl majitel mlýna František Střemcha. Pohřben byl na hřbitově v Pouchově. Jeho hrob však už neexistuje.

## Dílo
Jeho hlavním dílem je zpracování dějin Hradce Králové do čtyřdílné publikace, která postupně vycházela v letech 1799–1818 a měla celkově 15 svazků (tzv. rozdílů).
- První zlatý a stříbrný obraz města Králové Hradce nad Labem (1799) – od založení města po husitské hnutí
- Druhý železný obraz města Králové Hradce nad Labem (1800–1804) – doba od husitství po bitva na Bílé hoře
- Třetí měděný obraz historie Království českého a Paměti města Králové Hradce nad Labem (1807–1812) – doba do smrti Leopolda I.
- Čtvrtý hliněný obraz historie Království českého a Paměti města Králové Hradce nad Labem (1813–1818) – období od roku 1705 do počátku 19. století